# جون نيلسن (مجدف)
جون نيلسن (بالدنماركية: Knud Nielsen)‏ هو مجدف دنماركي، ولد في 26 يونيو 1936 في Faxe ‏ في الدنمارك.

## وصلات خارجية
- جون نيلسن على موقع الاتحاد الدولي للتجديف (الإنجليزية)
- جون نيلسن على موقع اللجنة الأولمبية الدولية (الإنجليزية)
- جون نيلسن على موقع أوليمبيديا (الإنجليزية)